# 周元
周元（1894年—1938年5月9日），字凯之，男，广西宁明人，中華民國軍人，桂系中將。他為中国抗日战争期間陣亡的中國軍方高級將領之一。

## 生平
周元為中華民國國民革命軍高級將領，1920年起追随李宗仁。抗日戰爭爆发时，擔任四十八軍一七三師副師長兼五一七旅旅長，初为少将军阶，因在淞沪抗战中表现忠勇，擢升为中将。1938年5月徐州會戰後期，日軍磯谷廉介，板垣征四郎兩部集結20萬日軍攻擊山東、安徽，他於1938年5月9日与五一七旅全体官兵陣亡於安徽蒙城。

## 身后
后中华民国国民政府将蒙城县更名为周元县，县小学更名周元小学。
周元及五一七旅殉难将士遗骨葬于蒙城东门庄子祠；在桂林建有纪念塔、衣冠冢，李宗仁题词“成仁取义”。大跃进及文革期间，蒙城、桂林两地纪念建筑均遭毁坏，今已不复存在。
1985年5月21日，中华人民共和国民政部追认周元为革命烈士。